# 시오지리역
시오지리역(塩尻駅, しおじりえき)은 일본 나가노현 시오지리시에 있는 동일본 여객철도(JR 동일본)의 철도역이다. 동일본 여객철도와 도카이 여객철도(JR 도카이)가 시오지리 역을 경계로 나누어 영업하는 주오 본선의 소속역으로, 마쓰모토역 방면으로 시노노이 선이 갈라진다. 주오 본선의 다쓰노역을 경유하는 지선(옛 본선)도 시오지리 역을 기종점으로 하고 있다. 또 일본화물철도가 제2종 철도 사업자로서 화물 운영을 관리하고 있다.
일부 열차를 제외한 동일본 여객철도의 특급 《아즈사·슈퍼 아즈사》 호와 도카이 여객철도의 특급 《시나노》가 정차한다.

## 역 구조
섬식 3면 6선 구조의 지상역으로 역사는 선상 구조이다. 오전 6시부터 오후 9시 40분까지 초록 창구를 영업하고 있으며, 지정석발권기, 자동발권기, 엘리베이터를 운영하고 있다. 2005년 12월 19일에는 자동개찰기가 설치되었다. 역사 안에는 대합실, 승강장에는 키오스크, 매점, 소바점이 있다.

### 승강장
| 1 | ■ 주오 본선               | 가미스와 · 고후 · 신주쿠 방면           |                    |
| 2 | ■ 시노노이 선             | 마쓰모토 · 시노노이 · 나가노 방면       |                    |
| 3 | ■ 주오 본선 (다쓰노 지선) | 다쓰노 방면                             |                    |
| 3 | ■ 시노노이 선             | 마쓰모토 · 시노노이 · 나가노 방면       |                    |
| 4 | ■ 주오 본선               | 가미스와 · 고후 · 신주쿠 방면           | (대피 열차가 사용) |
| 4 | ■시노노이 선              | 마쓰모토 · 시노노이 · 나가노 방면       | (대피 열차가 사용) |
| 4 | ■ 주오 본선               | 기소후쿠시마 · 나카쓰가와 · 나고야 방면 |                    |
| 5 | ■ 주오 본선               | 기소후쿠시마 · 나카쓰가와 · 나고야 방면 | (대피 열차가 사용) |
| 6 | ■시노노이 선              | 마쓰모토 · 시노노이 · 나가노 방면       |                    |

## 역세권 정보
- 시오지리시청
- 도쿄 도시대학부속 시오지리 고등학교

## 역사
- 1902년 12월 15일 - 일본국유철도의 역으로 개업했다.
- 1983년 7월 5일 - 주오 본선이 미도리코 역을 경유하는 신선으로 옮겨갔다.
- 1987년 4월 1일 - 민영화에 따라 동일본 여객철도와 일본화물철도의 소속이 되었다.

## 인접역
| 동일본 여객철도 주오 본선·시노노이 선   | 동일본 여객철도 주오 본선·시노노이 선 | 동일본 여객철도 주오 본선·시노노이 선 |
| --------------------------------------- | ------------------------------------- | ------------------------------------- |
| 미도리 호 다치카와 방면                 | ■ 쾌속 · 보통                         | 히로오카 마쓰모토, 나가노 방면        |
| 동일본 여객철도 주오 본선 (다쓰노 지선) |                                       |                                       |
| 오노역 오카야 방면                      | ■ 보통                                | 시·종착역                             |
| 도카이 여객철도 주오 본선               |                                       |                                       |
| 세바 나카쓰가와 방면                    | ■ 보통                                | 시·종착역                             |